# Helmut Zwickl
Helmut Zwickl (Bécs, 1939. október 23. – 2025. február 9.) osztrák autós újságíró, szakíró.

## Pályafutása
Gyógyszerészként végzett, azonban már fiatalon az felkeltette érdeklődését a motorsport és rendszeresen indult amatőr autóversenyeken. Iskolái elvégése után egy festékgyárban kezdett dolgozni vegyészként. 1960-tól publikált motorsporttal kapcsolatos témákban, Arthur Fenzlau fotóssal kiegészülve, Fenzlau 1984-ben bekövetkezett haláláig voltak közös munkáik. 1961 óta ír a Kurier napilap számára cikkeket, 1964 óta az Autorevue és a Motorsport aktuell, illetve 1992 óta volt a Alles Auto szerzője.
2005 óta egyike volt annak a mindössze öt újságírónak, akik örökös akkreditációt kaptak Max Mosley FIA elnöktől a Nemzetközi Automobil Szövetség által rendezett versenyekre.
Személyes barátság fűzte Jochen Rindt Formula–1 világbajnok versenyzőhöz, Rindt karrierje kezdetétől számtalan cikk, interjú, illetve könyv jelent meg Zwickl tollából Jochen Rindtről.
1971-ben pilótaengedélyt, majd a nyolcvanas évek elején hivatásos többmotoros műszerrepülő jogosítást szerzett.
Helmut Zwickl amatőr autóversenyzőként is sikereket könyvelhetett el, Wolfgang Stelzmüller autós-újságíróval egy Volvo PV544-gyel kategóriagyőzelmet arattak a 2004-es Carrera Panamericanan.
Helmut Zwickl alapítója és szervezője volt – Michael Glöcknerrel együtt – az 1993 óta évente megrendezett Ennstal-Classic veteránautó-versenynek.

## Főbb művei
- Die Angst bleibt an den Boxen. Hinter den Kulissen des Motorsports, 1967
- Jenseits von Schnell. Das Leben von Jim Clark, 1968
- Vollgas ist ihr täglich Brot, 1968
- Hinrichtung eines Champions – Das Beispiel Jochen Rindt, Wien, Dichand & Falk, 1970
- Grand Prix 76 – Niki Lauda: Man stirbt nur einmal, 1976
- Wie komm ich bloß vom Rennsport los Die besten Stories aus der Vollgasbranche, 1987
- Die Schnellsten. Berühmte Rennwagen, legendäre Fahrer. Ueberreuter, Wien u. a. 1992, ISBN 3-8000-3125-6
- Die Eroberung des Sinnlosen – Die wilden Jahre der Formel 1. Egoth, Wien 2007, ISBN 978-3-902480-48-4
- DAMALS – als Sex noch sicher und die Formel 1 gefährlich war. Gefco Verlags GmbH & Co. KG, Wien 2018, ISBN 978-3950323566

## Fordítás
Ez a szócikk részben vagy egészben  a   Helmut Zwickl című német Wikipédia-szócikk ezen változatának fordításán alapul.  Az eredeti cikk szerkesztőit annak laptörténete sorolja fel. Ez a jelzés csupán a megfogalmazás eredetét és a szerzői jogokat jelzi, nem szolgál a cikkben szereplő információk forrásmegjelöléseként.